# Cotesia chiloluteelli
Cotesia chiloluteelli is een insect dat behoort tot de orde vliesvleugeligen (Hymenoptera) en de familie van de schildwespen (Braconidae). De wetenschappelijke naam van de soort werd voor het eerst geldig gepubliceerd door You, Xiong & Wang in 1985.